# Приключения Шерлока Холмса и доктора Ватсона (телесериал)
«Приключения Шерлока Холмса и доктора Ватсона» — цикл многосерийных телефильмов (мини-сериалов), снятых в 1979—1986 годах режиссёром Игорем Масленниковым по мотивам произведений Артура Конан Дойла о Шерлоке Холмсе. Производство велось на киностудии «Ленфильм» по заказу Гостелерадио СССР.

## История создания
Сценарий первых двух серий сериала создали Юлий Дунский и Валерий Фрид, известные на тот момент сценаристы фильмов «Служили два товарища» и «Гори, гори, моя звезда». Сценарий был написан авторами без чьего-либо заказа, по собственной инициативе, и представлен на студию «Ленфильм» в 1979 году. Игорь Масленников не был большим поклонником творчества Конан Дойла, но идея будущего телевизионного фильма ему понравилась. В сценарии присутствовало интересное противопоставление характеров Шерлока Холмса и доктора Ватсона, что должно было привлечь зрителя и чего, по мнению режиссёра, недоставало предыдущим экранизациям.

Холмс противопоставлен официальной полицейской системе Скотланд-Ярда, потому что главное для него — оказать помощь, а не только воздать кару. В этом, мне кажется, и состоит секрет непреходящей любви читателей и зрителей к Шерлоку Холмсу, живому олицетворению верности и надёжности — качеств, в которых всегда так нуждались люди. В этом и была причина, почему мы так охотно принялись за работу над этими фильмами.— Игорь Масленников
В том, что Холмс — это роль Василия Ливанова, Масленников не сомневался, хотя на пробы на всякий случай был также приглашён Александр Кайдановский. Ливанова, известного своим темпераментом и неуживчивостью, утвердили лишь благодаря активной поддержке режиссёра. Ватсона, облик которого в произведениях Конан Дойла никак не описан, пришлось искать дольше. Фотопробы на эту роль проходили Олег Басилашвили, Юрий Богатырёв, Леонид Куравлёв, но Масленникова привлекла архивная фотография артиста Виталия Соломина с приклеенными усами, где он, как показалось, походил на англичанина. Актриса Рина Зелёная была утверждена на роль миссис Хадсон, несмотря на то, что к моменту начала съёмок ей уже исполнилось 77 лет.
Любопытно переплетение отношений актёров и персонажей в сериале. Василий Ливанов и Виктор Евграфов (игравший Мориарти) и в жизни были соперниками и относились друг к другу весьма недоброжелательно. А вот с Виталием Соломиным, с которым Ливанов познакомился на пробах, у него сразу сложились дружеские отношения; актёры оставались близкими друзьями вплоть до смерти Соломина в 2002 году.

В отношении к жизни мы совпадали очень во многом. Виталий делился со мной глубоко личными переживаниями, и я думаю, он ни с кем больше этими переживаниями не делился… На экране можно сыграть любовь. А дружбу сыграть невозможно. Нужно дружить.— Василий Ливанов
Премьера фильма состоялась 22 марта 1980 года. Фильм сразу приобрёл большую популярность в СССР. Фразы героев стали крылатыми, Холмс и Ватсон в исполнении Ливанова и Соломина стали героями анекдотов и любимцами телезрителей. После выхода первых серий на экраны создатели оказались завалены письмами — зрители требовали продолжения. Создатели сериала, в определённом смысле, повторили судьбу Дойла, который продолжил эпопею о Холмсе только по многочисленным просьбам читателей. Сценаристом второго фильма, снятого по мотивам рассказов «Конец Чарльза Огастеса Милвертона», «Последнее дело Холмса» и «Пустой дом», стал Владимир Валуцкий, сценарий для «Собаки Баскервилей» написали Игорь Масленников и Юрий Векслер, а для «Сокровищ Агры» и «XX век начинается» — Игорь Масленников.
В 1986 году съёмки были завершены — постаревшие экранные герои отправились на пенсию. Актёры морально и физически устали играть одно и то же. Рина Зелёная к этому времени почти полностью потеряла зрение. Василий Ливанов за время съёмок так испортил отношения с режиссёром, что после завершения работы над картиной они много лет не разговаривали.
В 2000 году была снята цифровая 13-серийная версия сериала, переснятого в новый временной формат с обрамлением в виде новой сюжетной канвы. У создателей сериала («ОРТ») и телевизионной компании, купившей права на показ («Медиа-Мост»), возникли юридические сложности с разделением прав на интеллектуальную собственность. В настоящее время материалы сериала 2000 года арестованы и не подлежат показу на экранах.
Владимир Дашкевич, выступивший в качестве единственного композитора одноимённого цикла телефильмов, в одном из своих интервью, так высказался об истории написания самой известной своей увертюры:

Как-то раз я приехал в Дом творчества композиторов в Репино, и там ко мне подошли два музыковеда — один Миша Бялик, а другой — не помню, кто — и стали горячо выспрашивать, откуда именно я взял основную тему для «Холмса». Дело в том, что они поспорили на бутылку коньяку: один считал, что я заимствовал мелодию у английского композитора конца XVII века Пёрселла, а другой — что эта музыка была взята из Бриттена, который писал в начале XX века. Я им честно сказал, что никогда не изучал творчество этих композиторов и что музыку свою всегда беру из головы. Они очень обиделись, и, наверное, до сих пор думают, что я не сказал им правды.— Владимир Дашкевич

## Список серий
| Год  | Название фильма                                | Серии               | Произведения Артура Конана Дойла                     |
| ---- | ---------------------------------------------- | ------------------- | ---------------------------------------------------- |
| 1979 | «Шерлок Холмс и доктор Ватсон»                 | Знакомство          | «Этюд в багровых тонах», «Пёстрая лента»             |
| 1979 | «Шерлок Холмс и доктор Ватсон»                 | Кровавая надпись    | «Этюд в багровых тонах»                              |
| 1980 | «Приключения Шерлока Холмса и доктора Ватсона» | Король шантажа      | «Конец Чарльза Огастеса Милвертона»                  |
| 1980 | «Приключения Шерлока Холмса и доктора Ватсона» | Смертельная схватка | «Последнее дело Холмса»                              |
| 1980 | «Приключения Шерлока Холмса и доктора Ватсона» | Охота на тигра      | «Пустой дом»                                         |
| 1981 | «Собака Баскервилей»                           | 1-я серия           | «Собака Баскервилей»                                 |
| 1981 | «Собака Баскервилей»                           | 2-я серия           | «Собака Баскервилей»                                 |
| 1983 | «Сокровища Агры»                               | 1-я серия           | «Знак четырёх»                                       |
| 1983 | «Сокровища Агры»                               | 2-я серия           | «Скандал в Богемии», «Знак четырёх»                  |
| 1987 | «Двадцатый век начинается»                     | 1-я серия           | «Палец инженера», «Второе пятно»                     |
| 1987 | «Двадцатый век начинается»                     | 2-я серия           | «Чертежи Брюса-Партингтона», «Его прощальный поклон» |

## Постоянные персонажи
- Василий Ливанов — Шерлок Холмс
- Виталий Соломин — доктор Ватсон
- Рина Зелёная — миссис Хадсон
- Борислав Брондуков — инспектор Лестрейд (озвучивал Игорь Ефимов)
- Борис Клюев — Майкрофт Холмс

## Съёмки сериала

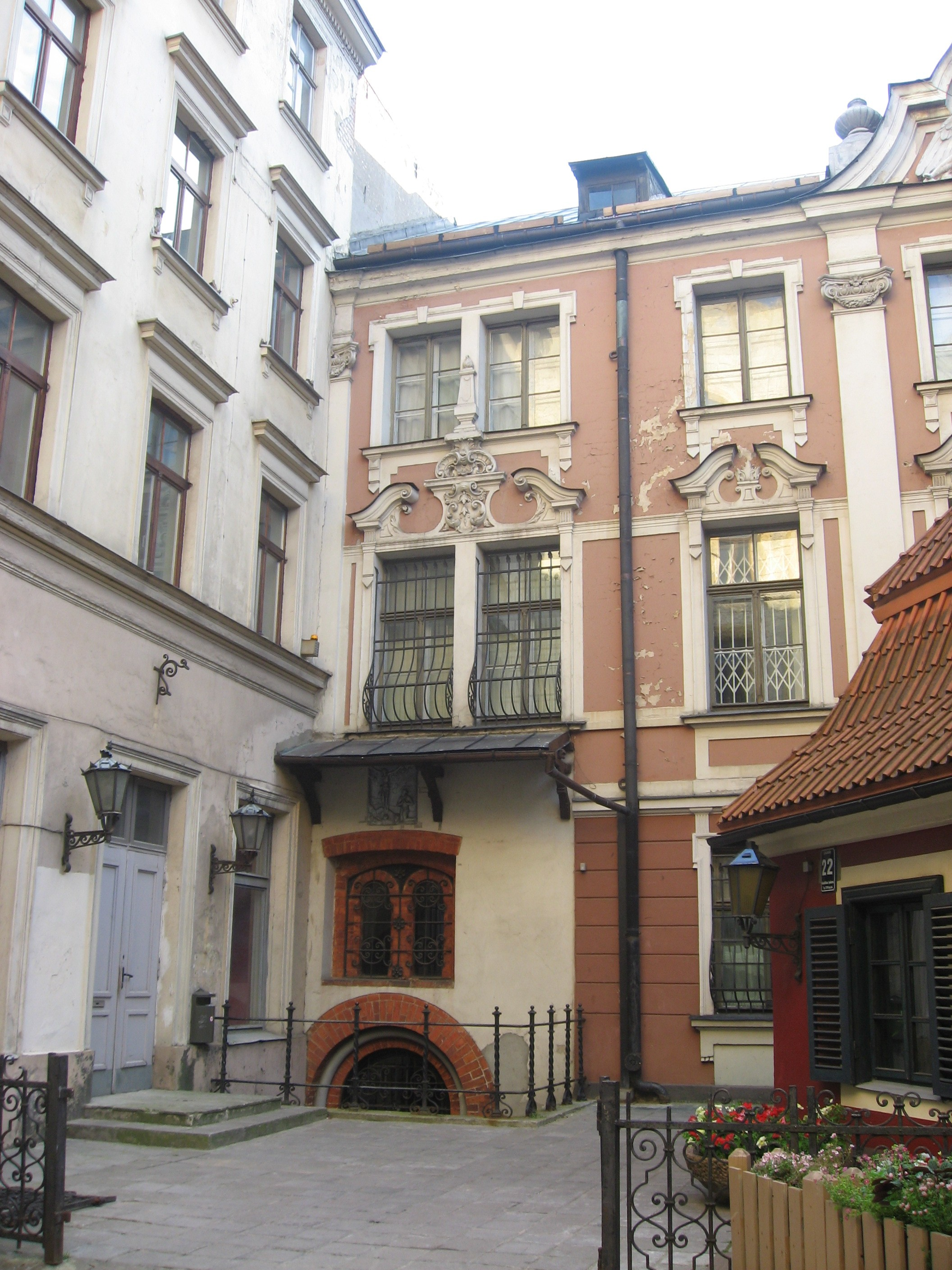
Рижский дом № 22 по улице Яуниела, «сыгравший» роль дома Шерлока Холмса

Значительная часть материала (в частности, все съёмки внутри «квартиры на Бейкер-стрит») была снята в павильонах «Ленфильма», натуру для съёмок нашли в Ленинграде, Ленинградской области, в Прибалтике и на Кавказе. Снять натуру за границей в те годы было невозможно, однако корреспондент Центрального телевидения в Англии Борис Калягин помог съёмочной группе, сняв проезды по Темзе с прогулочного парохода.
Большинство зданий, попадающих в кадр фильма, — это исторические строения Ленинграда, Таллина и Риги. «Роль» Рейхенбахского водопада «исполнил» Гегский (Черкесский) водопад в Абхазии. В качестве «Бейкер-стрит» и «дома 221-b» фигурировала рижская улица Яуниела и расположенный на ней дом 22 (эта же улица снималась в телефильме «Семнадцать мгновений весны» как «Цветочная улица» города Берна)
Интересно, что реальная Бейкер-стрит в Лондоне была и остаётся гораздо более широкой и оживлённой, чем её принято изображать в кинематографе.
Для создания атмосферы английского дома викторианской эпохи семья художников Каплан изучили иллюстрации Сидни Пэджета. Вступительные титры с проступающими фамилиями были придуманы Масленниковым и воплощены в жизнь художником по комбинированным съёмкам. Василий Ливанов отмечал работу оператора Юрия Векслера, который, в числе прочего, придумал знаменитый профиль Холмса с трубкой.
В 2009 году на канале СТБ вышел трёхсерийный фильм-телепередача «Холмс и Ватсон. Неизвестная версия», в котором приведены интересные факты о съёмках сериала, а также показаны интервью с Игорем Масленниковым и некоторыми членами съёмочной группы, в том числе актёрами: Василием Ливановым, Борисом Клюевым, Светланой Крючковой, Виктором Евграфовым, Евгением Стебловым, Никитой Михалковым, Александром Адабашьяном, Ириной Купченко, Аллой Демидовой, Екатериной Зинченко, Виктором Проскуриным и Сергеем Шакуровым.

## Заблуждения и ошибки
По ходу съёмок вскрылось несколько фактических ошибок, которые допустил Конан Дойл. Так, в частности, оказалось, что змеи не могут ползать по свободно висящей верёвке (рассказ «Пёстрая лента»). Другая неточность связана с собакой Баскервилей. В оригинале собаку для устрашения намазывают светящимся в темноте, но токсичным и легковоспламеняющимся на воздухе фосфором. Когда создатели фильма попытались сделать то же самое в реальности, оказалось, что животное немедленно начинает слизывать и избавляться от того, что нанесли на его шкуру.

## Восприятие
Сериал, начиная с премьерного показа, получил положительные отзывы. Зрителям понравился актёрский ансамбль, и привлёк образ сыщика-любителя, который может дать фору профессионалам из Скотланд-Ярда, каждый раз скромно отказываясь от славы и почестей.
Положительные отзывы сериал получил и в Англии. Критики отмечали, что создатели сериала тщательно отнеслись к первоисточнику, и атмосфера произведений Дойла передана с настоящей любовью истинных ценителей классики детективного жанра. Одобрительно о сериале высказалась Маргарет Тэтчер.
В 2006 году Василий Ливанов стал кавалером ордена Британской империи, а посол Великобритании сэр Энтони Брентон назвал Ливанова одним из лучших актёров, сыгравших Шерлока Холмса.

## Влияние
К образу Холмса Василий Ливанов возвращался неоднократно:
- В интермедии «Шерлок Холмс» для новогоднего «Голубого огонька» 1982 года Василий Ливанов и Виталий Соломин вновь сыграли Холмса и Ватсона[16]. Сценарий интермедии написал Ливанов, а снимались актёры в современных костюмах.
- В 1981 году на киностудии «Союзмультфильм» был снят мультфильм «Пёс в сапогах», являющийся вольной экранизацией «Трёх мушкетёров» Александра Дюма-отца. Одного из персонажей, отсутствующих в оригинале — английского пса-сыщика, являющегося пародией на Шерлока Холмса, — озвучил Ливанов.
- В 1985 году на экраны вышел мультфильм «Мы с Шерлоком Холмсом». Холмса озвучивал Василий Ливанов (образ сыщика был схож с образом в сериале), а вместо доктора Ватсона фигурировал дог Том.
- В 1990-е и 2000-е годы Ливанов в образе Холмса снимался в рекламе печенья «Бартонс»[17], чая «Ристон»[18] и чая «Высоцкий»[19].

В 2006 году был открыт «интернет-памятник» фильму — сайт 221b.ru.
В Москве возле посольства Великобритании стоит скульптура, изображающая Холмса и Ватсона в исполнении Ливанова и Соломина.

## Различия с оригиналом
Сценарии фильмов сюжетно близки к оригиналу, диалоги зачастую взяты из текста книг буквально слово в слово. Есть и расхождения, связанные с необходимостью связать истории единым сюжетом. Так, при первой встрече с Ватсоном («Знакомство») Холмс угадывает, что тот служил в Афганистане. В сценарии так и было написано, но во время съёмок фильма произошёл ввод советских войск в Афганистан, и артистам пришлось переозвучить сцену; «Афганистан» был заменён на «Восток», чтобы избежать нежелательных ассоциаций, которые всё равно не были бы пропущены цензурой. Это единственное изменение в фильме (по отношению к сценарию), сделанное по цензурным соображениям.
- Во второй серии «Сокровищ Агры» в экранизации «Ленфильма» паровой катер, который преследуют и догоняют Шерлок Холмс (В. Ливанов), Доктор Ватсон (В. Соломин) и инспектор Лестрейд (Б. Брондуков) и на котором пытаются сбежать (уплыть) с сокровищами Джонатан Смолл (С. Шакуров) и туземец Тонга, называется «Диана», в то время как в оригинале называется «Аврора». В СССР название «Аврора» однозначно связывалось с крейсером — символом революции, и в фильме катер переименовали в «Диану». «Дианой» назывался другой русский крейсер, однотипный с «Авророй».
- К моменту повествования о событиях серии «Охота на тигра» (соответствующей рассказу «Пустой дом») в первоисточнике доктор Ватсон уже был женат на Мэри Ватсон (Морстен), которая умерла незадолго до «воскрешения» Холмса. Жена доктора скончалась вместе с их маленьким сыном, о чём Ватсон кратко упомянул. Соответственно, она не могла быть жива, как показано в телесериале, к моменту событий серии «Двадцатый век начинается» («Второе пятно», «Чертежи Брюса Партингтона»).
  - Фильм «Сокровища Агры», снятый по мотивам рассказов «Знак четырёх» (где впервые происходит знакомство Ватсона и Мэри Морстен) и «Скандал в Богемии», вышел на экраны лишь в 1983 году, став четвёртым в серии. Во втором фильме персонаж Мэри не упоминается.
- Знаменитая фраза «Элементарно, Ватсон» никогда не произносилась Холмсом в литературном первоисточнике именно в таком сочетании[11], но Холмс говорит Ватсону «Elementary!» в рассказе «Горбун»[21], причём в предыдущей фразе Шерлок обращается к нему, как «Dear Watson»; вместе фраза впервые прозвучала в британском фильме «Возвращение Шерлока Холмса» (The Return of Sherlock Holmes, 1929)[11].